# جیمی لاوری
جیمی لاوری (انگلیسی: Jamie Lowery؛ زادهٔ ۱۵ ژانویهٔ ۱۹۶۱) بازیکن فوتبال اهل کانادا بود.
از باشگاه‌هایی که در آن بازی کرده‌است می‌توان به باشگاه فوتبال ونکوور وایتکپس اشاره کرد.
وی همچنین در تیم ملی فوتبال کانادا بازی کرده‌است.